# Kanton Palaiseau
Kanton Palaiseau je francouzský kanton v departementu Essonne v regionu Île-de-France. Vznikl 20. července 1967.

## Složení kantonu
| Obec      | Počet obyvatel (2009) | PSČ   | INSEE       |
| --------- | --------------------- | ----- | ----------- |
| Igny      | 10 146                | 91430 | 91 3 22 312 |
| Palaiseau | 40 457                | 91120 | 91 3 22 477 |